# Suzie Davies
Suzie Davies é uma diretora de arte britânica. Como reconhecimento, foi nomeada ao Oscar 2015 na categoria de Melhor Direção de Arte por Mr. Turner.